# マハーバリプラム
座標: 北緯12度38分 東経80度10分 / 北緯12.63度 東経80.17度
マハーバリプラム（英語：Mahabalipuram、タミル語：மகாபலிபுரம்）は、インド南部のタミル・ナードゥ州北東部カーンチプラム県に所在し、ベンガル湾に臨むかつての港湾都市。古名はマーマッラプラム。別名、セブンパゴダ（Seven Pagodas）。チェンナイ（マドラス）の南約60キロメートルに位置する。ヒンドゥー教の聖地の一つとして知られ、パッラヴァ朝時代（275年 - 897年）に建設された5つのラタ (堂) や海岸寺院、ガネーシャ・ラタなど初期ドラヴィダ様ヒンドゥー建築の代表的遺構が多く所在する。

## 東西貿易の拠点マハーバリプラム

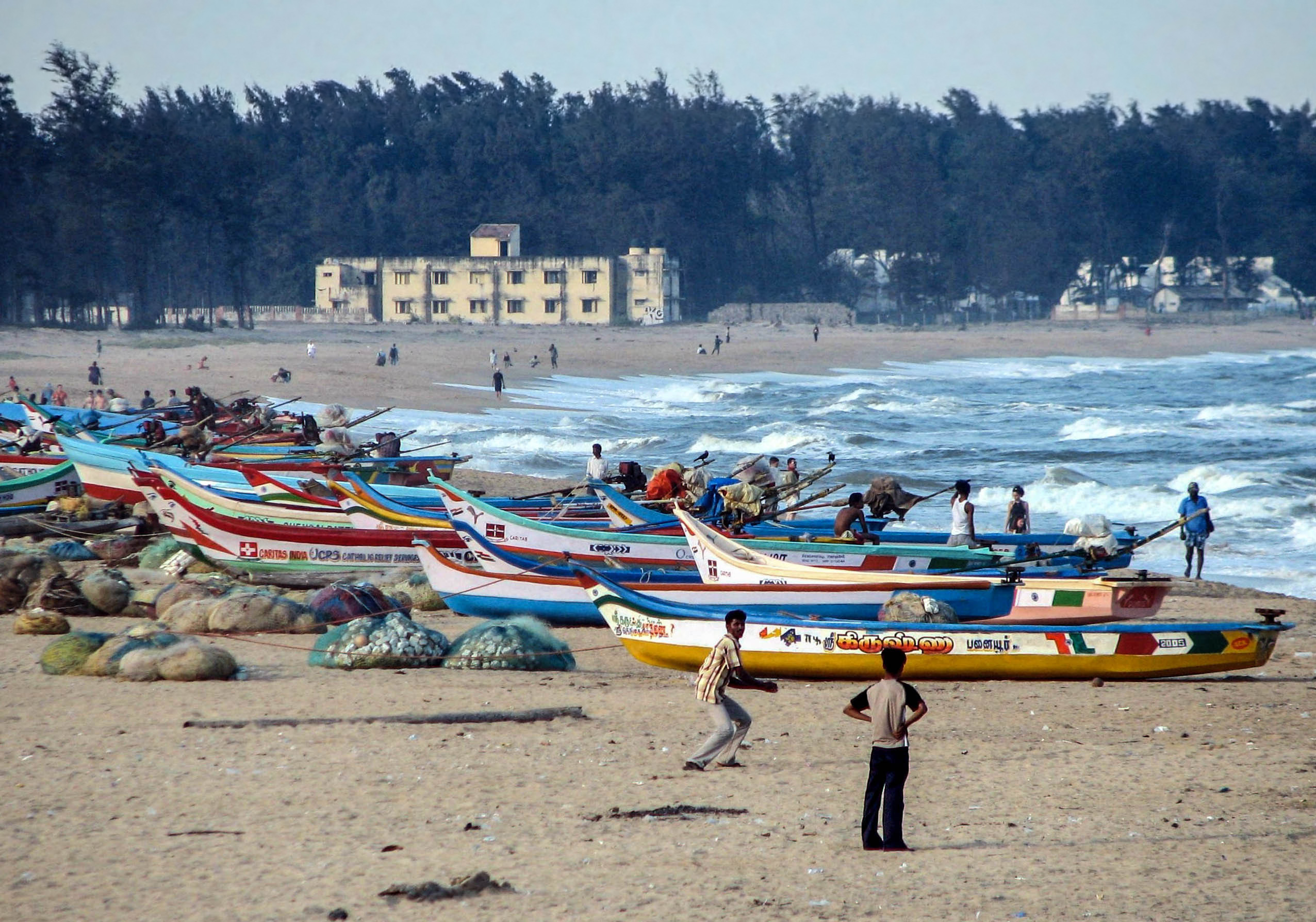
マハーバリプラムの海岸

4世紀から9世紀にかけて、内陸のカーンチプラムにはパッラヴァ朝の首都がおかれていた。パッラヴァ朝の4世紀から5世紀にかけてはマイスール方面に興ったカラブラ朝の勢力下にあったものと考えられ、詳細の不明な点も多いが、6世紀後半に現れたシンハヴィシュヌ王（在位:560年 - 580年）はヒンドゥー教信仰を持ち、カラブラ勢力を打ち破って領土をカーヴェーリ川流域に広げた。シンハヴィシュヌはさらに、パーンディヤ朝やスリランカ（セイロン島）の統治者とも争い、その後継者のマヘーンドラヴァルマン1世（在位:580年 - 630年）の時代にはバーダーミのチャールキヤ朝との抗争が始まった。
カーンチプラムの東65キロメートルに位置し、ベンガル湾に臨むマハーバリプラム（マーマッラプラム）は、6世紀以降、パッラヴァ朝における東西貿易（「海のシルクロード」）の一大拠点として栄え、町には数多くのヒンドゥー教寺院が建立された。みずから文人と称したマヘーンドラヴァルマン1世の時代には岩窟寺院に新しい建築様式が生み出されるなど、文化の面で顕著な発展がみられると評される。その子ナラシンハヴァルマン1世（在位：630年 - 668年）の治世にはバーダーミのチャールキヤ朝より首都カーンチプラムが攻撃を受けるが、これを撃退して逆にバーダーミを占領した。唐僧玄奘が南インドを旅行したのは、ちょうどこの時期にあたる。パッラヴァ朝は7世紀末にチャールキヤ朝とパーンディヤ朝の挟撃を受けたが、ナラシンハヴァルマン2世（在位:700年 - 728年）の代には平和と繁栄を取り戻し、マハーバリプラムの海岸寺院やカーンチプラムのカイラーサナータ寺院などのヒンドゥー建築、また文学においても水準が高いものが生まれたとされる。
パッラヴァ朝におけるすぐれた建築様式はタミル商人たちによって、スリランカ（セイロン島）や東南アジア各地にまで伝えられた一方、軍事的にはパッラヴァ朝と対立したデカン高原の前期チャールキヤ朝（バーダーミのチャールキヤ朝）の建築、とくにパッタダガルのヒンドゥー建築にも大きな影響をあたえた。

## マハーバリプラムの建造物群
パッラヴァ朝のマーマッラ王（ナラシンハヴァルマン1世）やその後裔は、貿易港であったマハーバリプラム（マーマッラプラム）の海岸と岩山に数多くの寺院や彫刻を残した。花崗岩の岩山を掘削した石窟寺院、牧歌的な趣きのある岩壁彫刻や石彫寺院、また、最初期の石造寺院である石積みの「海岸寺院」など、インド中世建築発祥の地のひとつとしてきわめて重要であり、1984年には世界遺産の文化遺産に登録された。ことに、当時の木造寺院を模して壁面にライオンや象などが刻まれた「5つのラタ」と呼ばれる一連の石彫寺院は特異な遺跡として名高い。

### 石窟寺院

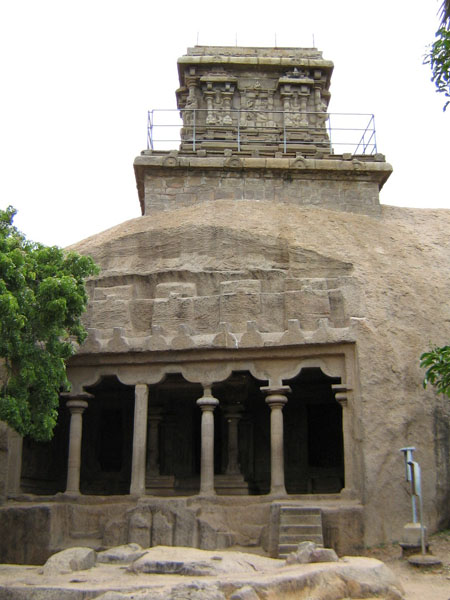
マヒシャマルディニー・マンダパ窟

かつて貿易港として繁栄した海岸沿いの花崗岩台地には10を超える石窟寺院が残っている。いずれも小規模であるが、ヴァラーハ・マンダパ窟、マヒシャマルディニー・マンダパ窟、トルムールティ窟、アーディ・ヴァラーハ窟は、建築、彫刻ともきわめて優れているとされる。なお、石窟寺院建築には未完成の状態で建造を中止したものがいくつか散見される。
石窟寺院の柱は初めは太い角柱であったが、しだいに細くなり、柱脚にはパッラヴァ朝のシンボルでもあるライオンが彫られるようになるという変遷が認められる。後世には立ち上がった姿勢を示すライオン柱であるが、マハーバリプラムでのライオンはまだ座った姿をしている。

### 岩壁彫刻

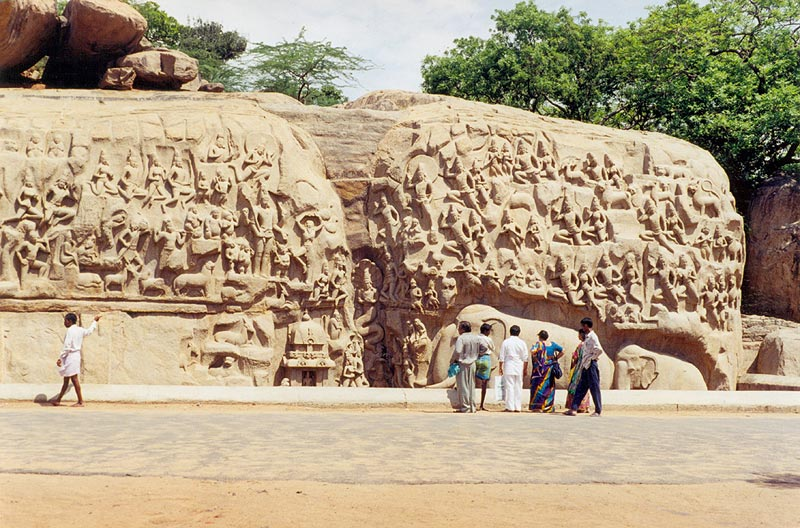
「ガンガーの降下」（または「アルジュナの苦行」）

岩壁彫刻は、浮彫（レリーフ）の手法が採られ、マヒシャマルディニー・マンダパ窟には、シヴァの妃で8本の腕をもつドゥルガー女神がライオンの背に乗り、水牛の姿をしたアスラの首領マヒシャを退治する場面を表現したものがあり、また、ヴァラーハ・マンダパ窟の「ガジャ・ラクシュミー」も浮彫の傑作である。
磨崖彫刻では、高さ9メートル、幅27メートルの岩山に彫られた「ガンガーの降下」があり、石を彫ったレリーフとしては世界最大の規模を誇る。この彫刻にはもうひとつ解釈があり、インド最大の叙事詩『マハーバーラタ』のなかの「アルジュナの苦行」の場面を描いたとするものである。磨崖彫刻には他に、クリシュナ・マンダパにも「ゴーヴァルダナ山を持ち上げるクリシュナ」があり、華奢で柔らかい群像が描かれた傑作とされる
。

### 石彫寺院（ラタ）

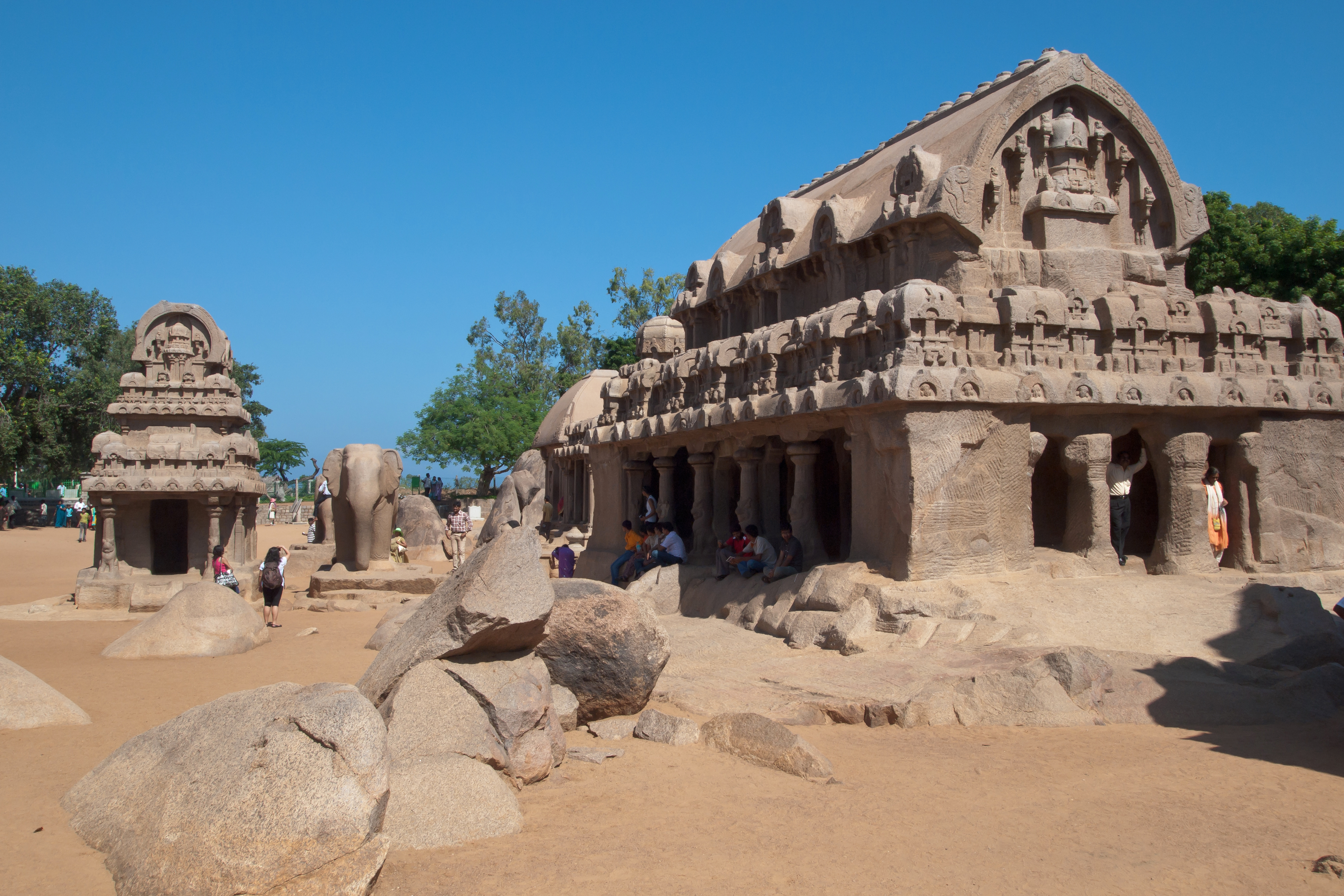
パンチャ・ラタ

堂の全体を岩の塊から彫出した岩石寺院を、現地では「ラタ」と呼んでいる。
マハーバリプラムの「パンチャ・ラタ」（5つのラタ）とは、ドラウパディー、アルジュナ、ビーマ、ダルマラージャ、サハデーヴァであり、それぞれ『マハーバーラタ』の主要な登場人物の名にちなんで命名されている。
いずれも、屋根の装飾から壁面の彫刻、門柱に至るまできわめて精緻につくられており、また、上述したとおり、当時の南インドの木造寺院を模したものであることから、南インド7世紀の古建築の様相を伝えるものとして資料的価値もきわめて高い。19世紀に発掘された特異な遺跡である。

### 石造寺院

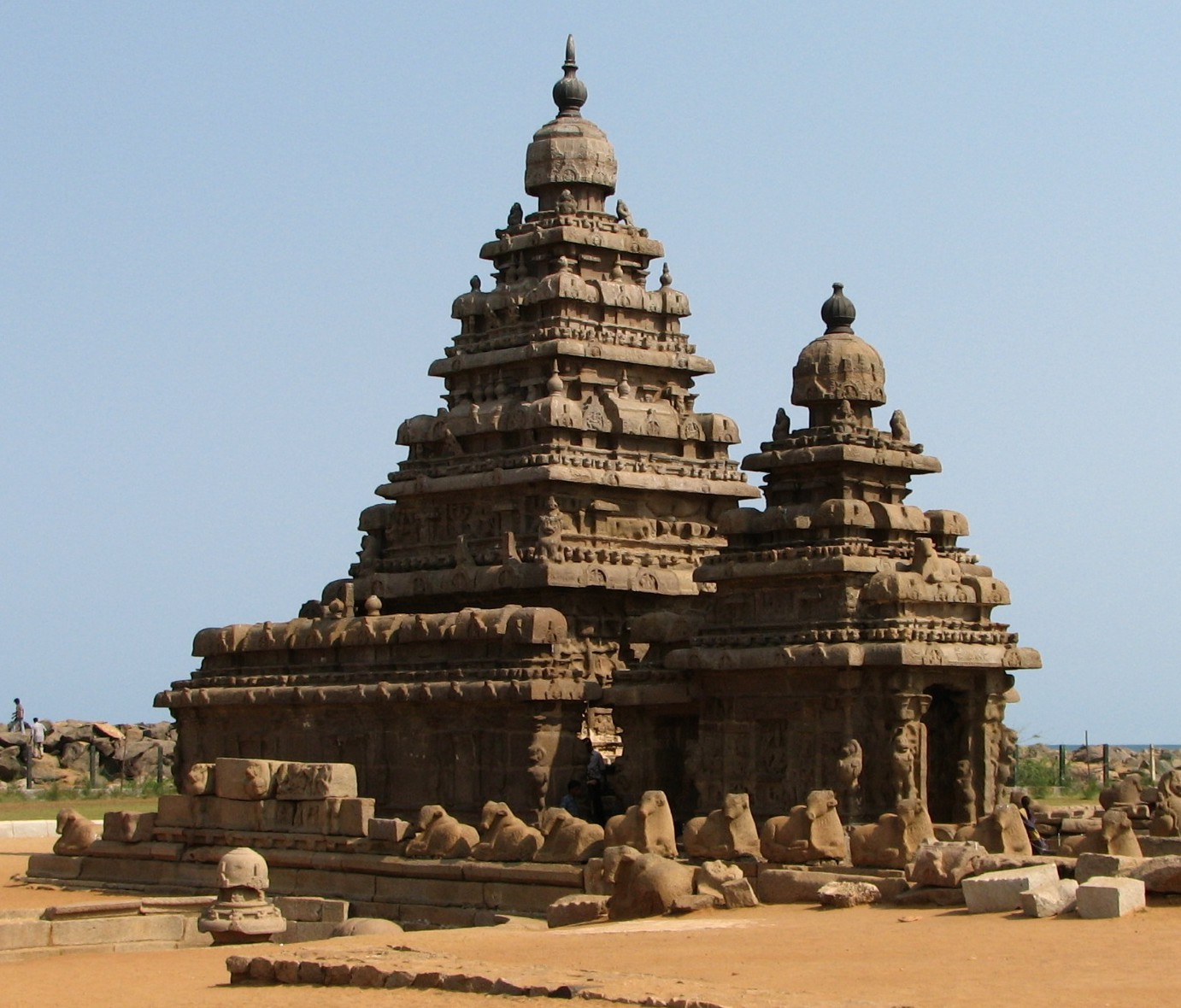
「海岸寺院」

7世紀末葉から8世紀初頭にかけて海辺に建てられた「海岸寺院」は切石を積んで建立した石造寺院で、中期ラージャシンハ・ナンディヴァルマン様式に属するとされる。他の遺跡や遺構は7世紀中期から後期にかけてが多く、7世紀前半にさかのぼるものも若干存在する。つまり、マハーバリプラムのなかでは新しい年代に属し、ナラシンハヴァルマン2世統治下の遺構である。大小2つの南方型に属するヴィマーナが並んで建ち、いずれも頂部に半球状の冠石をいただいている。潮風や波浪による浸食作用により、損傷や崩壊が危ぶまれている。

### 建造物群の示すもの
6世紀以降のパッラヴァ朝、チャールキヤ朝、パーンディヤ朝の三王国抗争時代の南インドは、文化的には新しい発展をとげた時代である。北インドのアーリア人文化の南インドにたいする影響は紀元前のアショーカ王の時代からみられるが、4世紀から5世紀にかけてのグプタ朝における新しいヒンドゥー文化もまた南インドにもたらされ、それまでの仏教やジャイナ教あるいはドラヴィダ系固有の信仰にかわって浸透していった。それとともに、シヴァ神、ヴィシュヌ神などの新しい神格、リンガ崇拝や化身思想といった北インドのグプタ朝文化の諸要素は南インド固有の伝統文化と融合し、さらに新しい文化の形成が促されたのである。パッラヴァ朝やチャールキヤ朝では、グプタ朝のもとに完成されたヒンドゥー教的社会秩序を範とした統治がなされたものの同時代の北インドの諸地域に比較すれば柔軟性があったからであり、これは逆に北インドのヒンドゥー思想に対しても影響をあたえたのである。
マハーバリプラムの建造物群についていえば、石窟を中心とする古代から石造を主とする中世への建築史上の転換がみられる点が注目される。上述の、石窟寺院が未完成のまま残されていることは、その間の事情を示すものと考えられる。建造物群は、同一箇所において、石窟寺院、石彫寺院、石造寺院の順で推移したことを示し、また、この地域が南インドのヒンドゥー建築を主導していた地域であったことをも示す点できわめて重要な資料となっている。

### 登録基準
この世界遺産は世界遺産登録基準のうち、以下の条件を満たし、登録された（以下の基準は世界遺産センター公表の登録基準からの翻訳、引用である）。
- (1) 人類の創造的才能を表現する傑作。
- (2) ある期間を通じてまたはある文化圏において、建築、技術、記念碑的芸術、都市計画、景観デザインの発展に関し、人類の価値の重要な交流を示すもの。
- (3) 現存するまたは消滅した文化的伝統または文明の、唯一のまたは少なくとも稀な証拠。
- (6) 顕著で普遍的な意義を有する出来事、現存する伝統、思想、信仰または芸術的、文学的作品と直接にまたは明白に関連するもの（この基準は他の基準と組み合わせて用いるのが望ましいと世界遺産委員会は考えている）。

## ギャラリー

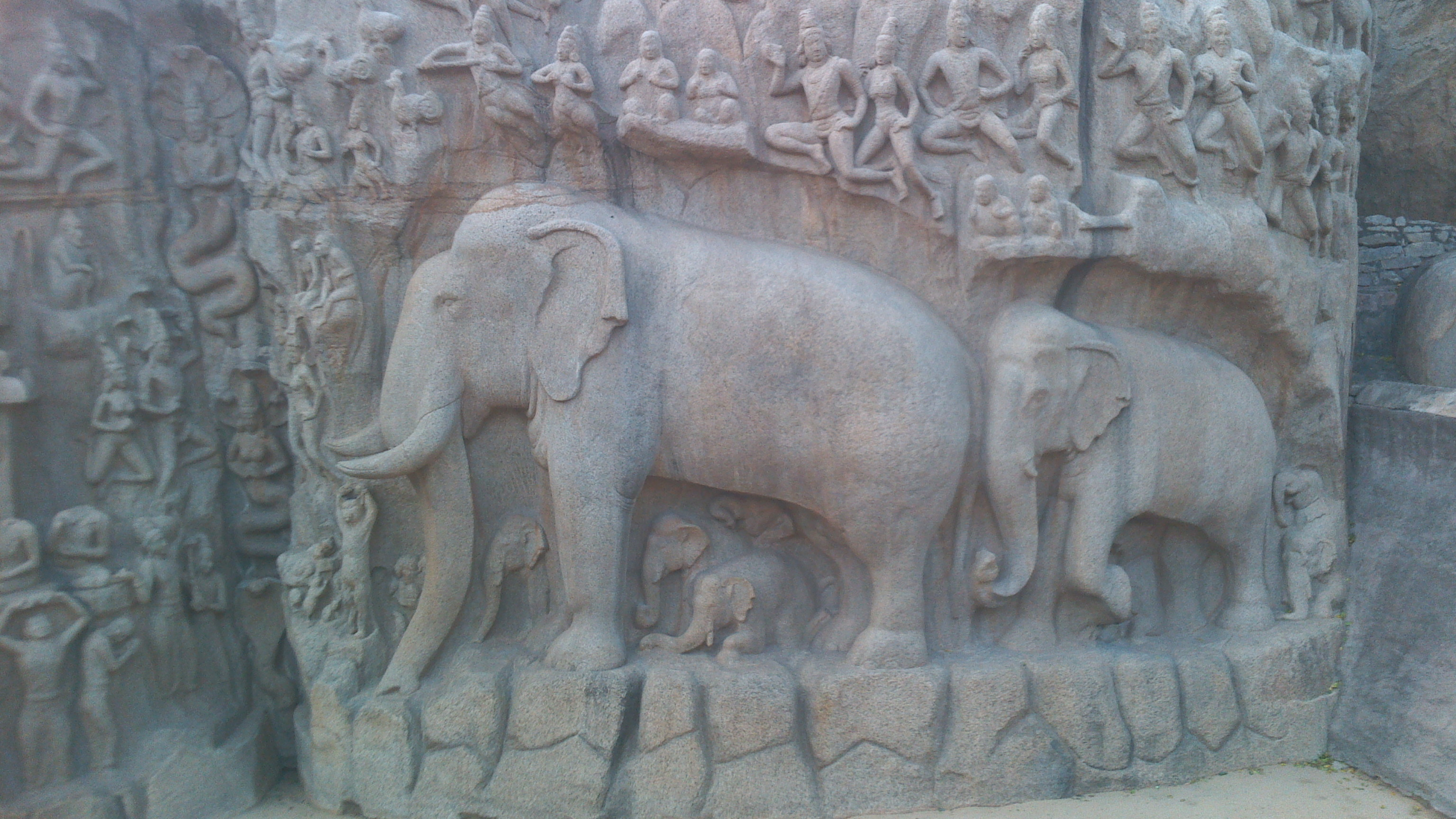
Mahabalipuram elephant statue
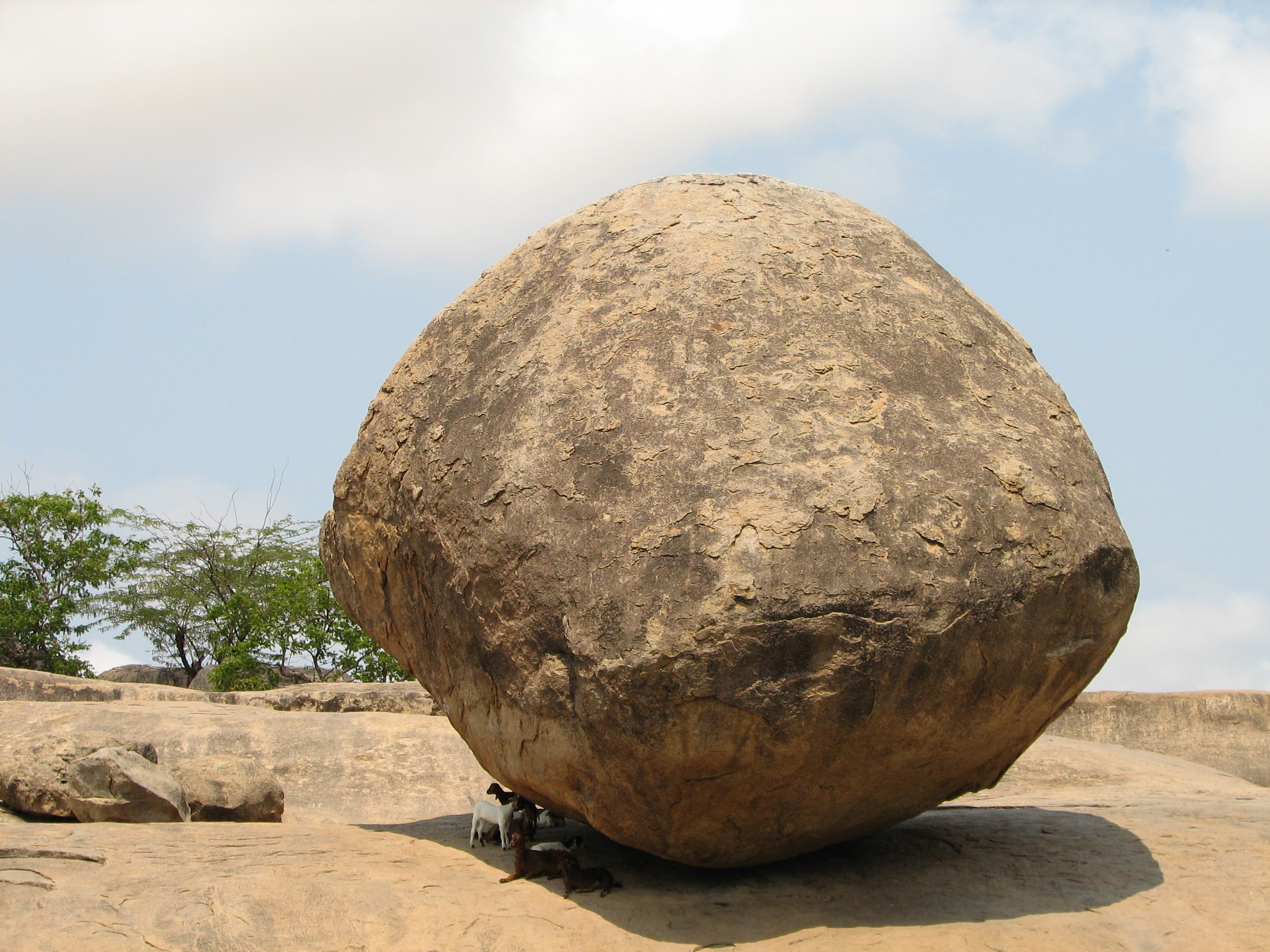
クリシュナのバターボール
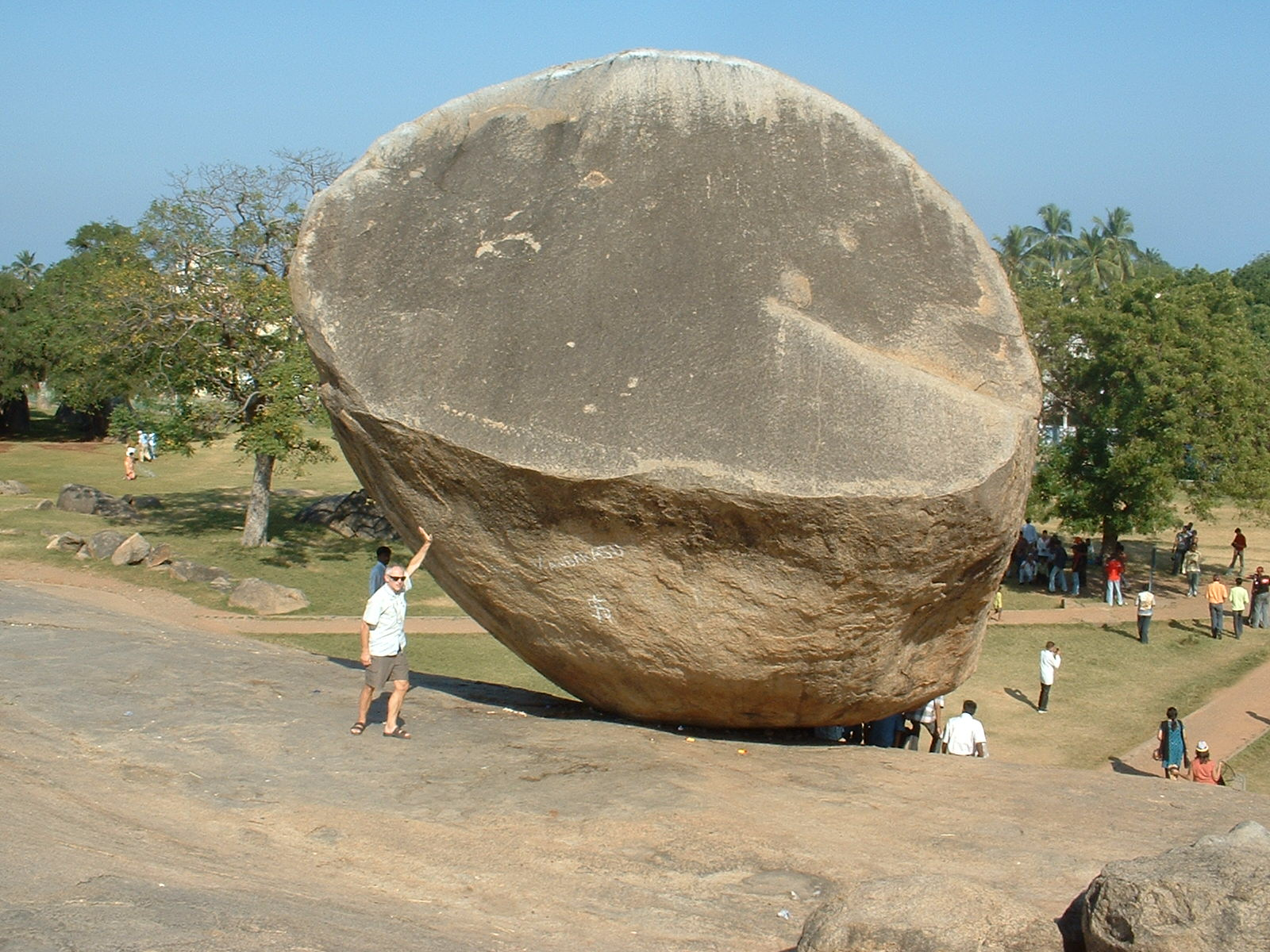
クリシュナのバターボール
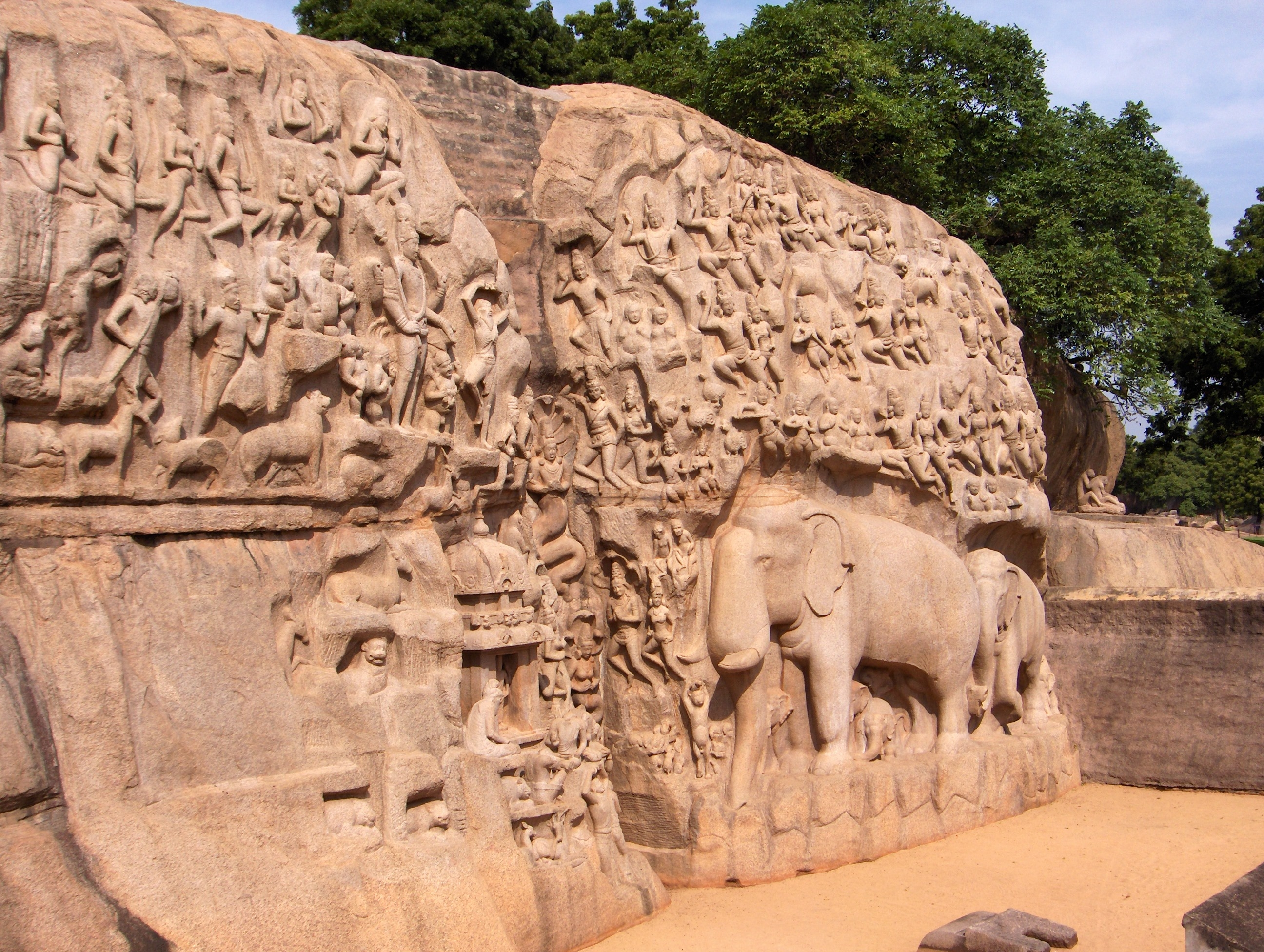
「ガンガーの降下」
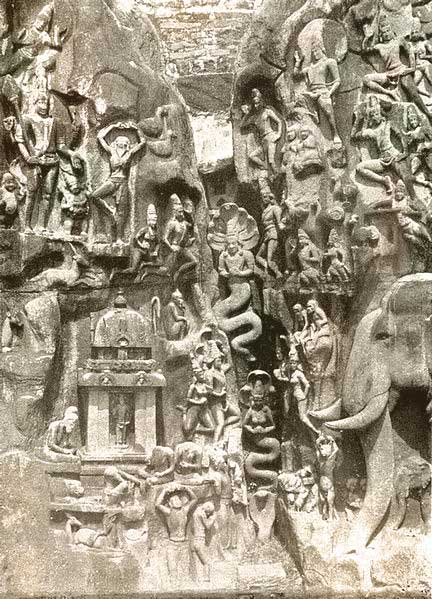
「ガンガーの降下」（部分）
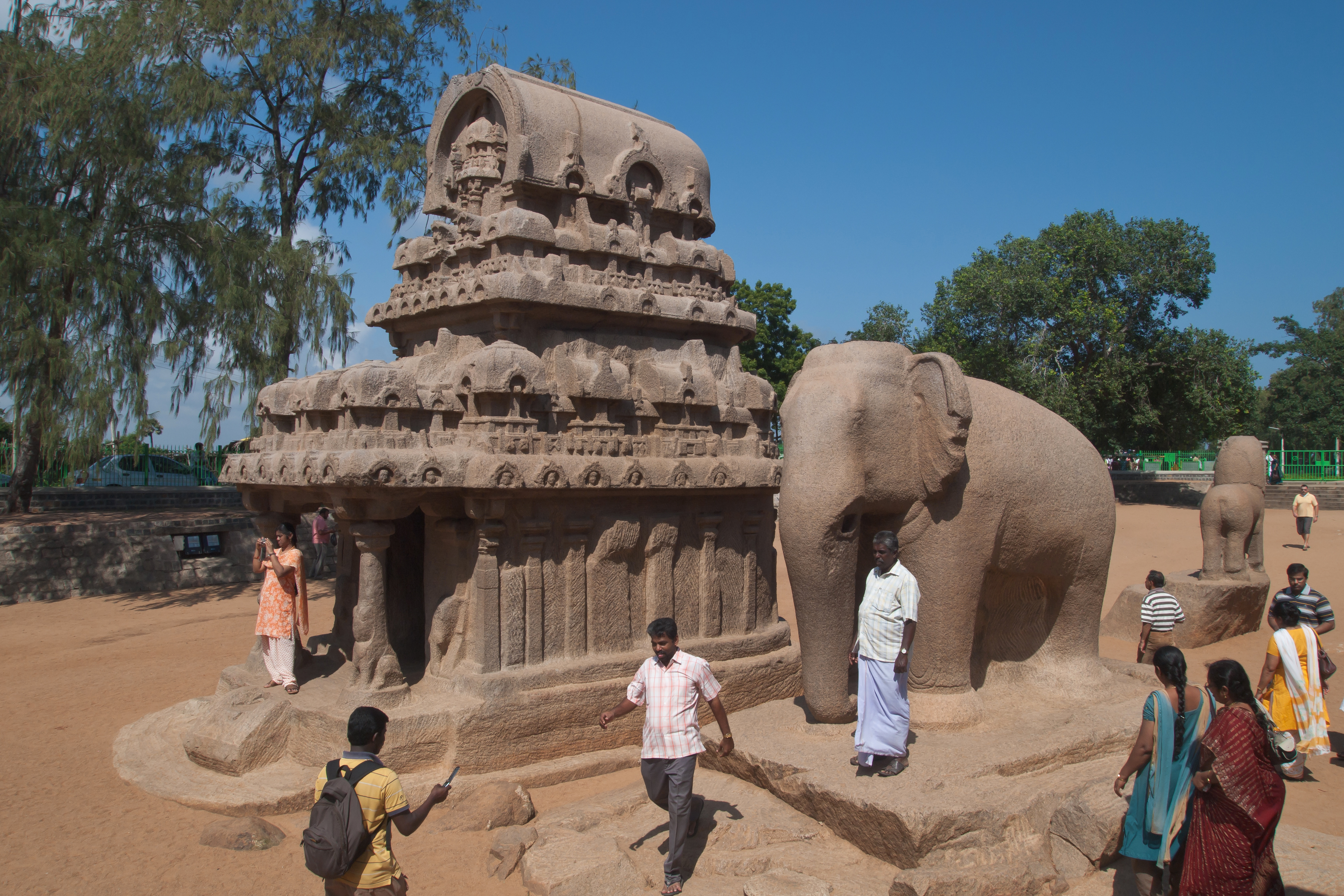
5つの石彫寺院「ラタ」
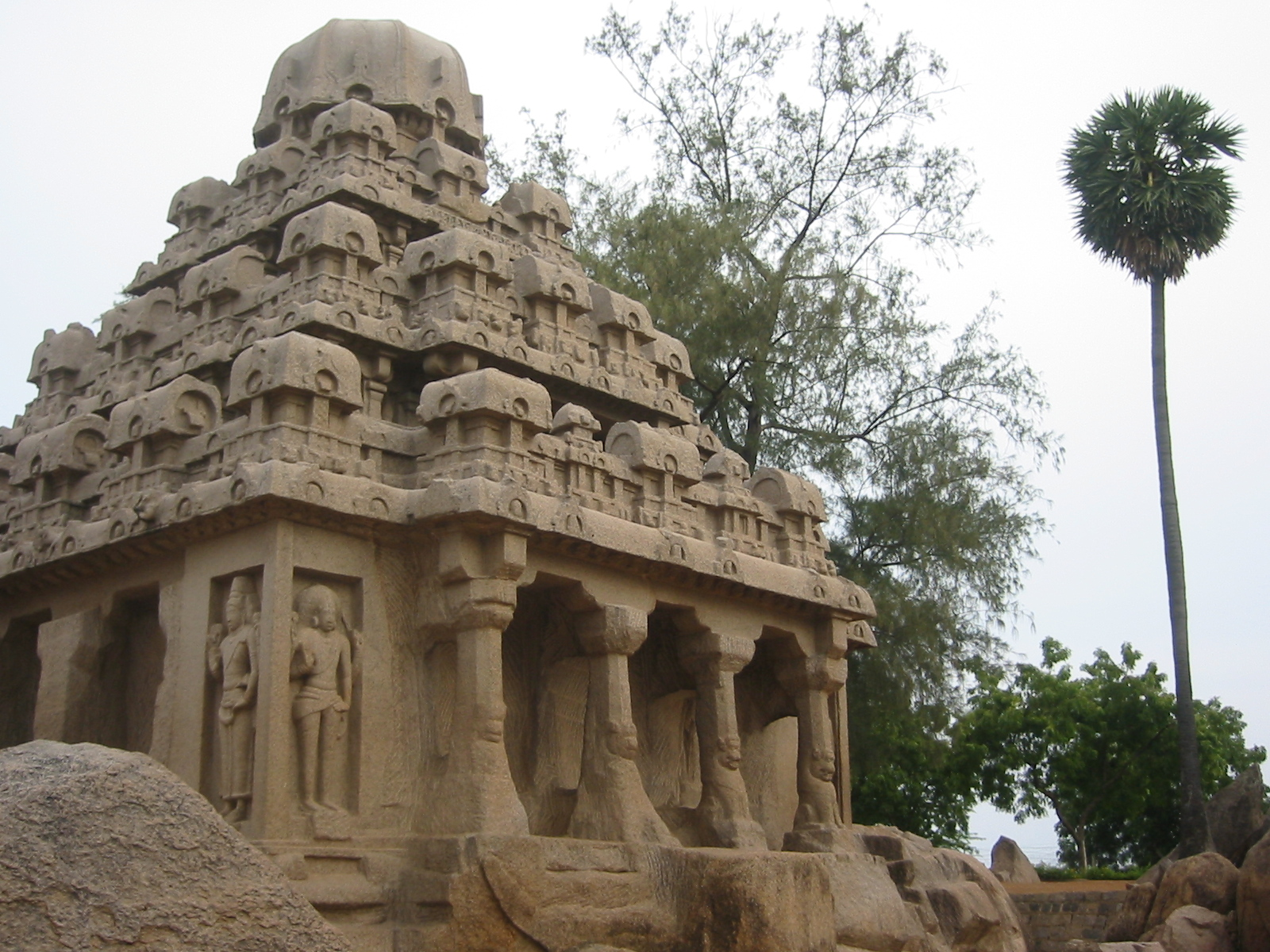
ダルマラジャ・ラタ
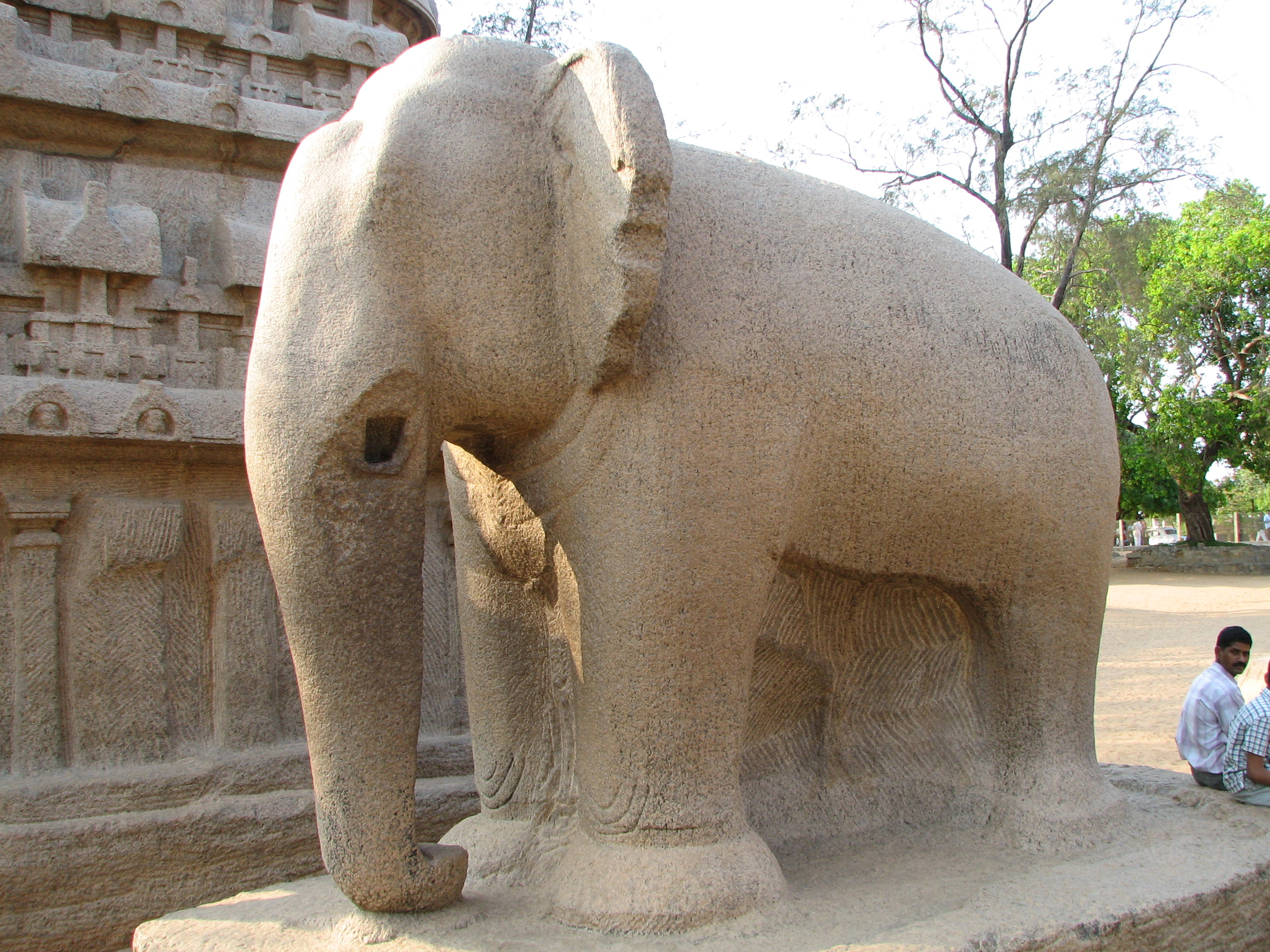
ラタに付属する象の像
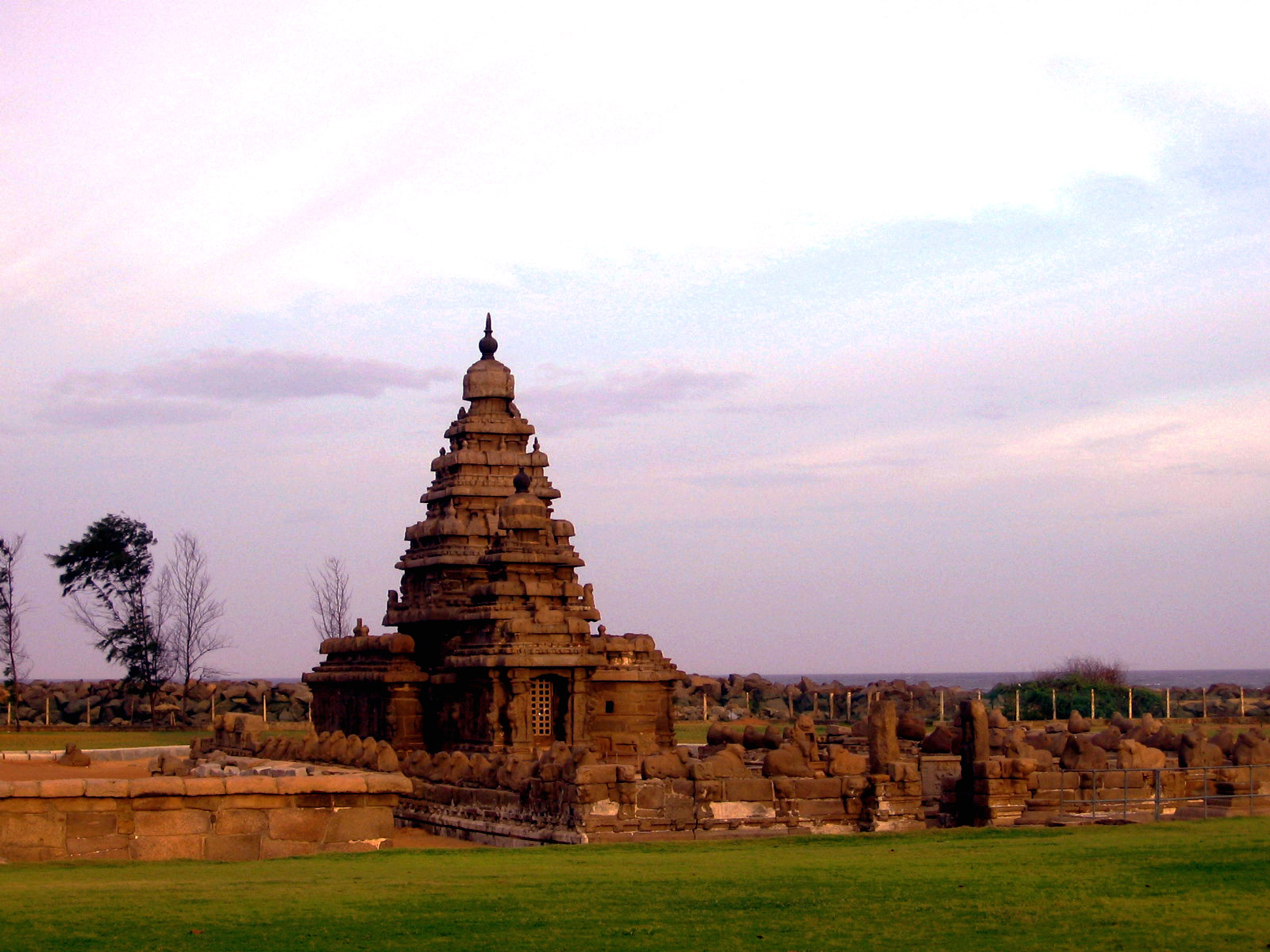
夕暮れの「海岸寺院」

## アクセス
- チェンナイ（マドラス）の南約60キロメートル、バスで約2時間